# Alexandru Szabo (poloist)
Alexandru Szabo (în maghiară Szabó Sándor; n. 20 ianuarie 1937, Brașov, România) este un fost jucător român de polo pe apă. A concurat la Jocurile Olimpice de vară din 1956, la Jocurile Olimpice de vară din 1960 și la Jocurile Olimpice de vară din 1964. A fost căsătorit cu scriemera Olga Szabó-Orbán.

## Legături externe
- Materiale media legate de Alexandru Szabo la Wikimedia Commons
- en Alexandru Szabo la Olympedia.org